# CineStar
CineStar је немачки ланац биоскопа са седиштем у Либеку. Основано је 1948. и највећи је ланац биоскопа у Немачкој са 54 локације и Хрватској са 18 локација. Такође има 13 мултиплекса у Чешкој, 7 у Босни и Херцеговини и 5 у Србији.

## CineStar у Србији
| Град     | Биоскоп | Адреса               | Дворане | Седишта |
| -------- | ------- | -------------------- | ------- | ------- |
| Нови Сад |         | Сентандрејски пут 11 | 10      | 1.320   |
| Панчево  |         | Милоша Обреновића 12 | 4       | 483     |
| Зрењанин |         | Багљаш               | 4       | 495     |
| Београд  |         | Радничка 9           | 7       | 955     |
| Приштина |         | М2                   | 28      | 28.000  |
| Укупно:  | 5       | 5                    | 53      | 31.253  |